# Jordi Sabater Pi
Jordi Sabater Pi (né le 2 août 1922 à Barcelone et mort le 5 août 2009 dans la même ville) est un primatologue espagnol, originaire de Catalogne et un spécialiste renommé en éthologie, la science étudiant les comportements animaux. 

## Biographie
Il a découvert de nombreux nouveaux comportements chez différentes espèces, et notamment l'utilisation d'outils par des chimpanzés.
En 1966, il découvre en Guinée équatoriale l'unique gorille albinos jamais connu, Flocon de Neige, qui deviendra la mascotte du Jardin zoologique de Barcelone et de la ville.
La Généralité de Catalogne lui a attribué en 2000 la Creu de Sant Jordi, une des plus hautes distinctions catalanes, et en 2004 le Prix Narcís Monturiol.